# Parmalat Cup
Parmalat Cup (wł. Coppa Parmalat, hiszp. Copa Parmalat, port. Copa Parmalat) – międzynarodowy towarzyski klubowy turniej piłkarski rozgrywany regularnie latem od 1993 do 1998 i organizowany przez firmę Parmalat S.p.A., znajdującej się w pobliżu włoskiego miasta Parma dla tych zespołów, na koszulkach których był napis Parmalat. Parmalat zawsze sponsorował kluby międzynarodowej klasy, m.in. – Parma, Boca Juniors, SL Benfica, Peñarol, SE Palmeiras, EC Juventude, Audax Italiano, Toros Neza i FC Fehérvár. 1995 sponsorował także reprezentację Stanów Zjednoczonych.
Turniej po raz pierwszy odbył się w sierpniu 1993 roku na Stadio Ennio Tardini w Parmie. Kolejne turnieje zostały organizowane na Estádio Palestra Itália w São Paulo (Brazylia), Giants Stadium w East Rutherford (USA), Estádio Alfredo Jaconi w Caxias do Sul (Brazylia), Estadio Universidad Tecnológica w Nezahualcóyotl (Meksyk), Estadio Atilio Paiva Olivera w Rivera (Urugwaj).
W 1993 było pięć uczestników, w 1994 sześć (najpierw turniej w 2 grupach), a w 1995 roku cztery kluby. W ostatnich latach 1996, 1997 i 1998 brało udział tylko dwóch finalistów.
Początkowo w turnieju rozgrywano dwa mecze półfinałowe oraz mecz o 3 miejsce i finał, ale w ostatnich latach turniej rozgrywany w formacie pojedynczego meczu. W przypadku remisu przeprowadzana była seria rzutów karnych.

## Finały
| Edycja | Rok  | Finał      | Finał        | Finał        | Trzecie miejsce   | Trzecie miejsce | Trzecie miejsce | Miejsce         |
| Edycja | Rok  | Zwycięzca  | Wynik        | Finalista    | 3 miejsce         | Wynik           | 4 miejsce       | Miejsce         |
| ------ | ---- | ---------- | ------------ | ------------ | ----------------- | --------------- | --------------- | --------------- |
| I      | 1993 | Peñarol    | 0:0 (k. 3:2) | SE Palmeiras | Parma             | 3:2             | Boca Juniors    | Parma           |
| II     | 1994 | Peñarol    | 1:1 (k. 4:3) | SE Palmeiras | EC Juventude      | 4:0             | SL Benfica      | São Paulo       |
| III    | 1995 | Parma      | 3:1          | Boca Juniors | Stany Zjednoczone | 2:1             | SL Benfica      | East Rutherford |
| IV     | 1996 | Peñarol    | 1:0          | EC Juventude | -                 | -               | -               | Caxias do Sul   |
| V      | 1997 | Toros Neza | 1:0          | Parma        | -                 | -               | -               | Nezahualcóyotl  |
| VI     | 1998 | Peñarol    | 1:0          | EC Juventude | -                 | -               | -               | Rivera          |

## Statystyki
| Lp. | Klub         | Zdobywca | Finalista | Lata triumfów          |
| --- | ------------ | -------- | --------- | ---------------------- |
| 1.  | Peñarol      | 4        | 0         | 1993, 1994, 1996, 1998 |
| 2.  | Parma        | 1        | 1         | 1995                   |
| 3.  | Toros Neza   | 1        | 0         | 1997                   |
| 4-5 | SE Palmeiras | 0        | 2         |                        |
|     | EC Juventude | 0        | 2         |                        |
| 6.  | Boca Juniors | 0        | 1         |                        |